# 베네치아 폴로 형제

13세기 당시의 베네치아 시대의 폴로 가의 문장기

베네치아 폴로 형제(이탈리아어: Niccolo i Matteo i Maffeo Polo)는 13세기 베네치아 공화국 시대의 수도 베네치아의 실크 로드 탐험가 3형제였다.
13세기 베네치아(이탈리아어: Venezia)라는 도시의 로마 가톨릭 교회 신자 집안의 후손이기도 한데, 이들 3형제의 아버지 니콜라 마페오 폴로(이탈리아어: Nicola Maffeo Polo, 1209년~1261년)는 실크 로드 여행 기록서 《동방견문록(이탈리아어: Il Milione)》의 초안을 구술한 저자 마르코 폴로(이탈리아어: Marco Polo, 1254년 9월 15일~1324년 1월 8일)의 할아버지이기도 하다.

## 직계 가계
- 맏시조(본인): 니콜라 마페오 폴로(이탈리아어: Nicola Maffeo Polo, 1209년[1]~1261년[2])[3] - 마르코 폴로의 할아버지.
- 배우자(사별한 첫번째 부인, 1207년생~1243년졸. - 향년 36세.):[4] - 마르코 폴로의 친할머니(피렌체 공화국의 피렌체 토박이 출신).
  - 첫째 아들: 니콜로 폴로(이탈리아어: Niccolo Polo, 1230년[5]~1294년[6])[7] - 마르코 폴로의 아버지(베네치아 공화국의 베네치아의 전직 무역상 출신).
  - 맏 며느리: 니콜레 안나 데푸제 폴로(이탈리아어: Nicole Anna Defuseh Polo, 1234년생~1308년졸. - 향년 74세.) - 마르코 폴로의 어머니(피사 공화국의 피사 토박이 출신).
    - 손자: 마르코 폴로(이탈리아어: Marco Polo, 1254년 9월 15일[8]~1324년 1월 8일(69세)[9])[10]
    - 손자며느리: 도나타 바도에르 폴로(이탈리아어: Donata Badoer Polo, 1273년생~1354년졸. - 향년 81세.) - 베로나(이탈리아어: Verona)의 토박이 출신.
      - 증손녀: 판티나 폴로(이탈리아어: Fantina Polo, 1297년생~1368년졸. - 향년 71세.) - 마르코 폴로의 첫째 딸. 기혼 및 로마(이탈리아어: Roma)로 출가.
      - 증손녀: 벨렐라 폴로(이탈리아어: Bellela Polo, 1299년생~1358년졸. - 향년 59세.) - 마르코 폴로의 둘째 딸. 기혼 및 시에나(이탈리아어: Siena)로 출가.
      - 증손녀: 모레타 폴로(이탈리아어: Moretta Polo, 1301년생~1316년졸. - 향년 15세.) - 마르코 폴로의 막내 딸. 어렸을 때 급병(홍역)으로 병몰.
- 배우자(재혼한 두번째 부인, 1225년생~1268년졸. - 향년 43세.):[11] - 마르코 폴로의 불과 29살 많은 새할머니(시에나 공화국의 시에나 토박이 출신.).
  - 둘째 아들: 마테오 폴로(이탈리아어: Matteo Polo, 1248년[12]~1265년[13])[14] - 마르코 폴로의 불과 6살 많은 배다른 큰 삼촌.
  - 셋째 아들: 마페오 폴로(이탈리아어: Maffeo Polo, 1252년[15]~1309년[16])[17] - 마르코 폴로의 불과 2살 많은 배다른 막내 삼촌.
- 동생: 마르코 마테오 폴로(이탈리아어: Marco Matteo Polo, 1212년[18]~1240년[19])[20] - 마르코 폴로의 작은할아버지.

## 13세기베네치아시대의 2대째실크 로드탐험가형제들
- 아버지 니콜라 마페오 폴로(이탈리아어: Nicola Maffeo Polo, 1209년[21]~1261년[22])의 아들 3형제이자 숙부 마르코 마테오 폴로(이탈리아어: Marco Matteo Polo, 1212년[23]~1240년[24][25])의 친조카들이기도 한 장남 니콜로 폴로(이탈리아어: Niccolo Polo, 1230년[26]~1294년[27][28])와 그의 두 이복 남동생인 차남 마테오 폴로(이탈리아어: Matteo Polo, 1248년[29]~1265년[30][31])와 삼남 마페오 폴로(이탈리아어: Maffeo Polo, 1252년[32]~ 1309년[33][34])라는 그들은 흔히 베네치아 폴로 형제라 불리었다.
- 그러하며 그에 아울러 이탈리아 실크 로드 항해 무역 상업 탐험가 삼형제들인데 형제들 중 맏형인 장남 니콜로 폴로(이탈리아어: Niccolo Polo)는 이탈리아(베네치아 공화국)의 실크 로드 항해 탐험 성향 무역상업인이자, 《동방견문록》의 사실상 실질적인 구술의 저자로도 유명한 여행 작가 마르코 폴로(이탈리아어: Marco Polo, 1254년 9월 15일[35] ~ 1324년 1월 8일(69세)[36])의 아버지이기도 하다.
- 니콜로 폴로(이탈리아어: Niccolo Polo)의 두 이복 아우들인 차남 이하 형제들 중 차남이자 둘째 마테오 폴로(이탈리아어: Matteo Polo)는 1265년에 풍토병으로 인하여 몽골 제국 카라코룸에서 향년 17세로 요절하였으며, 삼남이자 막내 마페오 폴로(이탈리아어: Maffeo Polo)는 1309년에 향년 57세로 베네치아에서 병사할 때까지 일생을 미혼 독신으로 지냈다.

## 트리비아
베네치아 폴로 형제 3명 가운데 장남(첫째 아들)은 니콜로 폴로(이탈리아어: Niccolo Polo, 1230년~1294년)인데, 그의 외동 아들 마르코 폴로(이탈리아어: Marco Polo, 1254년~1324년)는 전쟁 포로 시절 동료 수감자 일원들한테, 자신의 지난 청년 시절의 몽골 제국 관련 아시아 여행담 등을, 저술하는 저자의 일방적인 화술로써, 실질적인 일방성 구술하였으며, 그 구술을 피사 공화국 출신의 동료 수감자였던 시문학가 루스티켈로 다 피사(이탈리아어: Rustichello da Pisa)가 표면적으로 집필한 실크 로드 여행 탐험 기행문 저서가, 바로 《동방견문록(이탈리아어: Il Milione)》이다.

## 사진

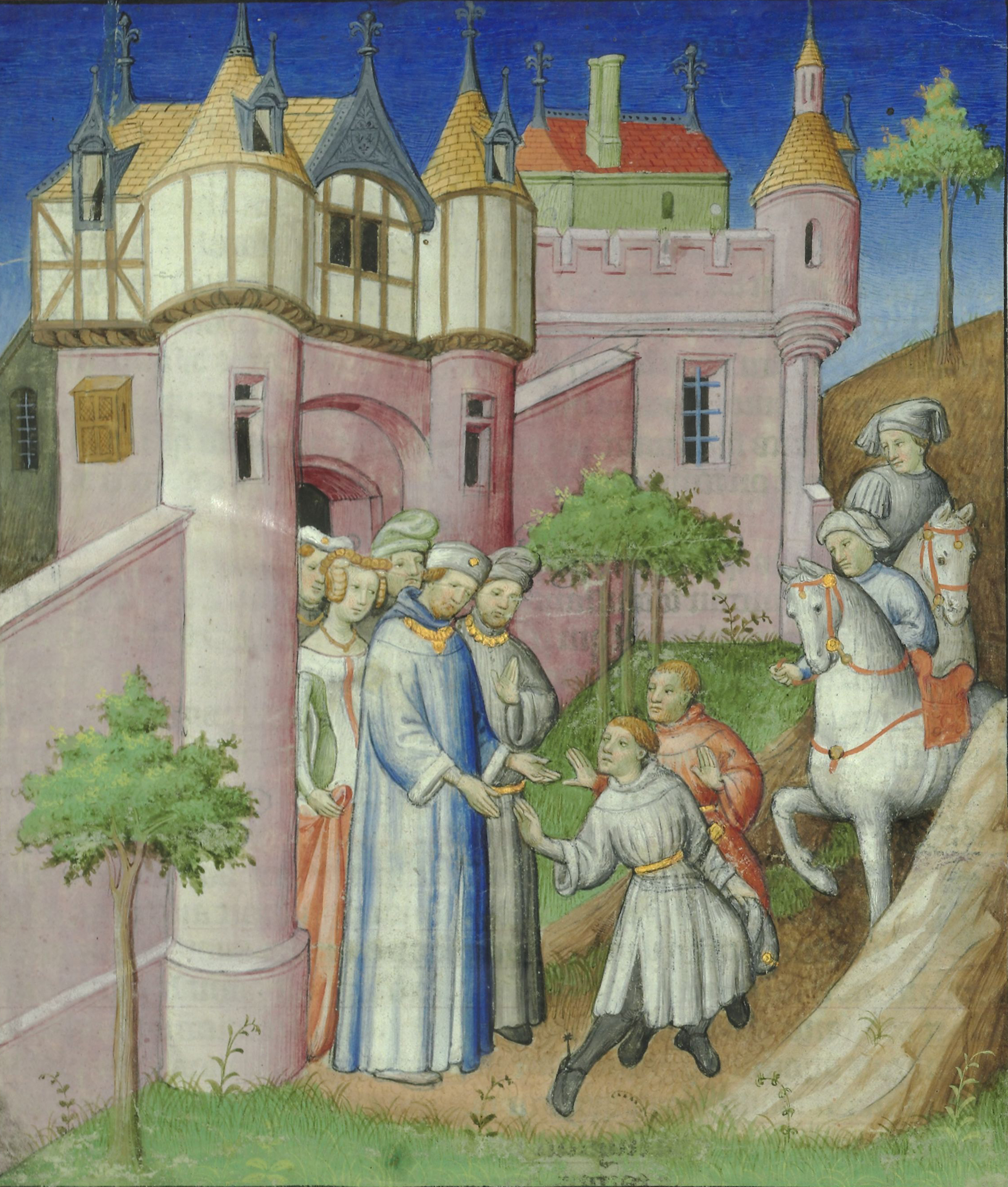
1259년에 비잔티움 제국 콘스탄티노폴리스를 도착하여 요안니스 군주(당시 9세)와 섭정 미하일 공(당시 36세)에게 방문객으로서 의례식을 갖추는 이탈리아 베네치아 공화국 폴로 삼형제들 중 장자 니콜로(당시 29세)와 차자 마테오(당시 11세)와 아직 말에 기마를 한 셋째아들(막내) 마페오(당시 7세).
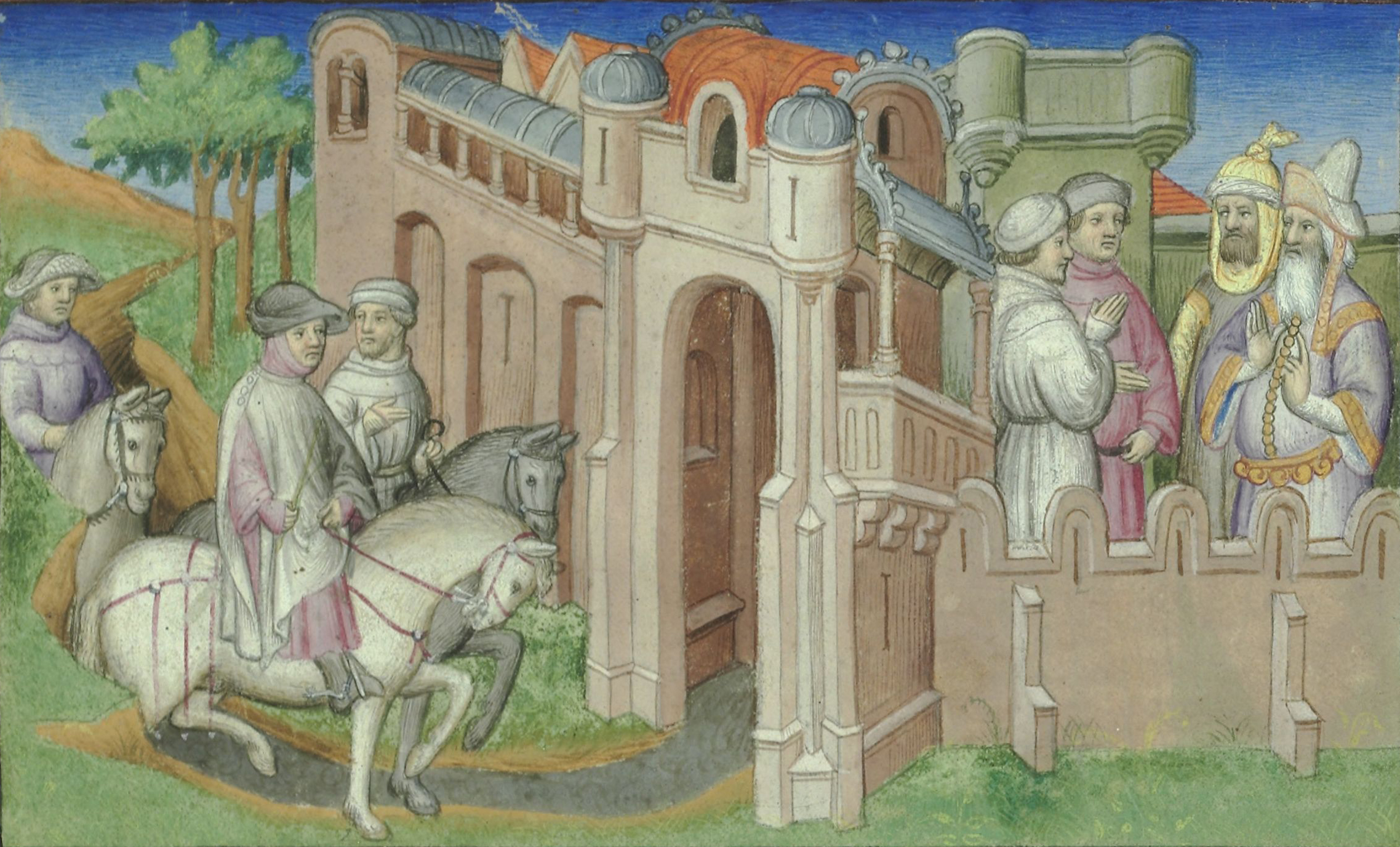
1262년에 몽골 킵차크 우즈베크국 부하라를 방문하여 방문객으로서 군주 베르케 칸과 킵차크 주요 제후들에게 의례식을 갖추고자 늠름히 말을 타고 부하라 행궁 별저 예속 칭기즈 칸 종묘사직제례당을 예방한 이탈리아 베네치아 폴로 삼형제들(당시 장자 니콜로가 32세, 둘째아들 마테오가 14세, 막내 마페오가 10세.).
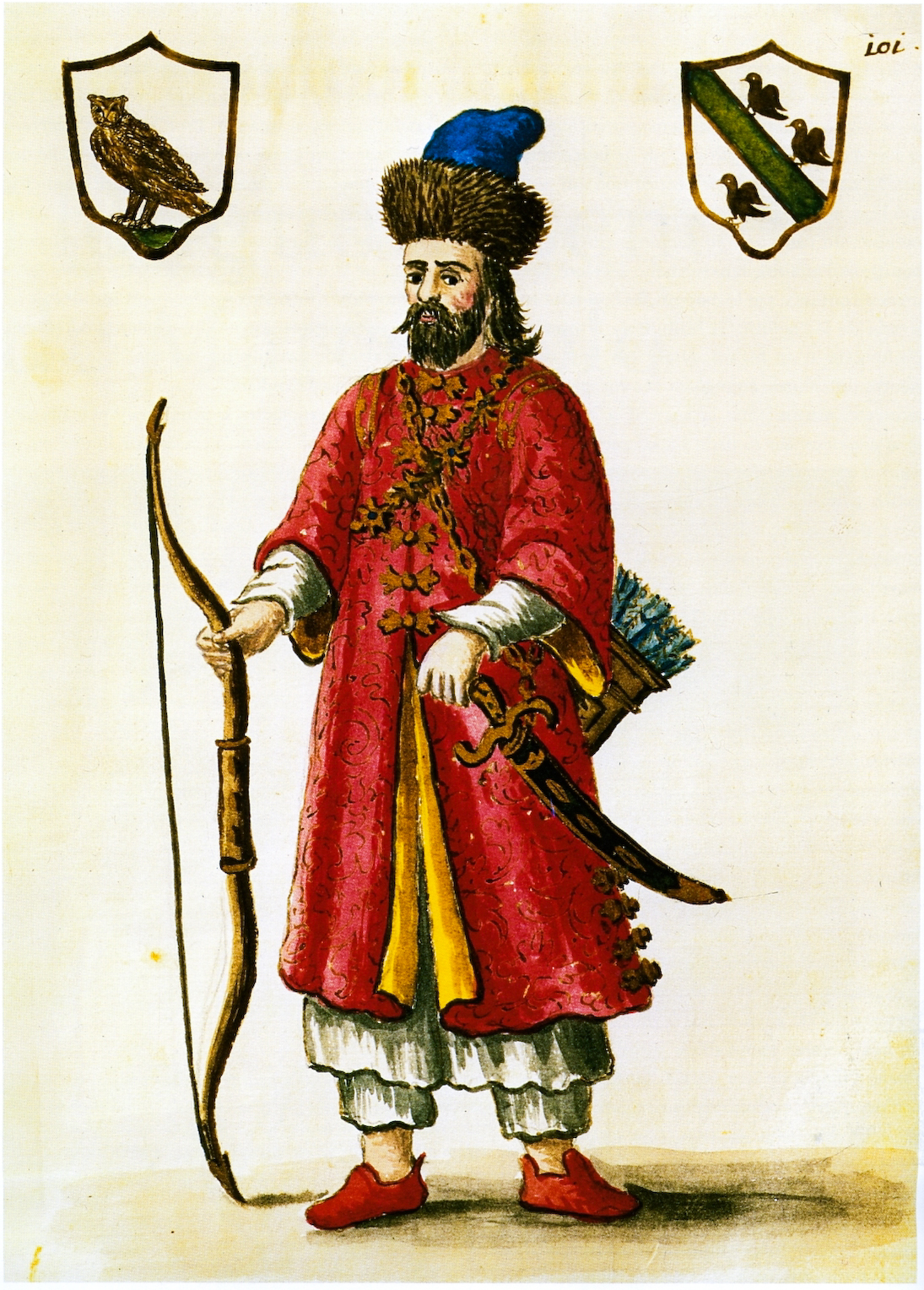
니콜로 폴로(베네치아 폴로 삼형제 중 장남)의 아들 마르코 폴로가 복장을 한 타타르 족 전통 복장.
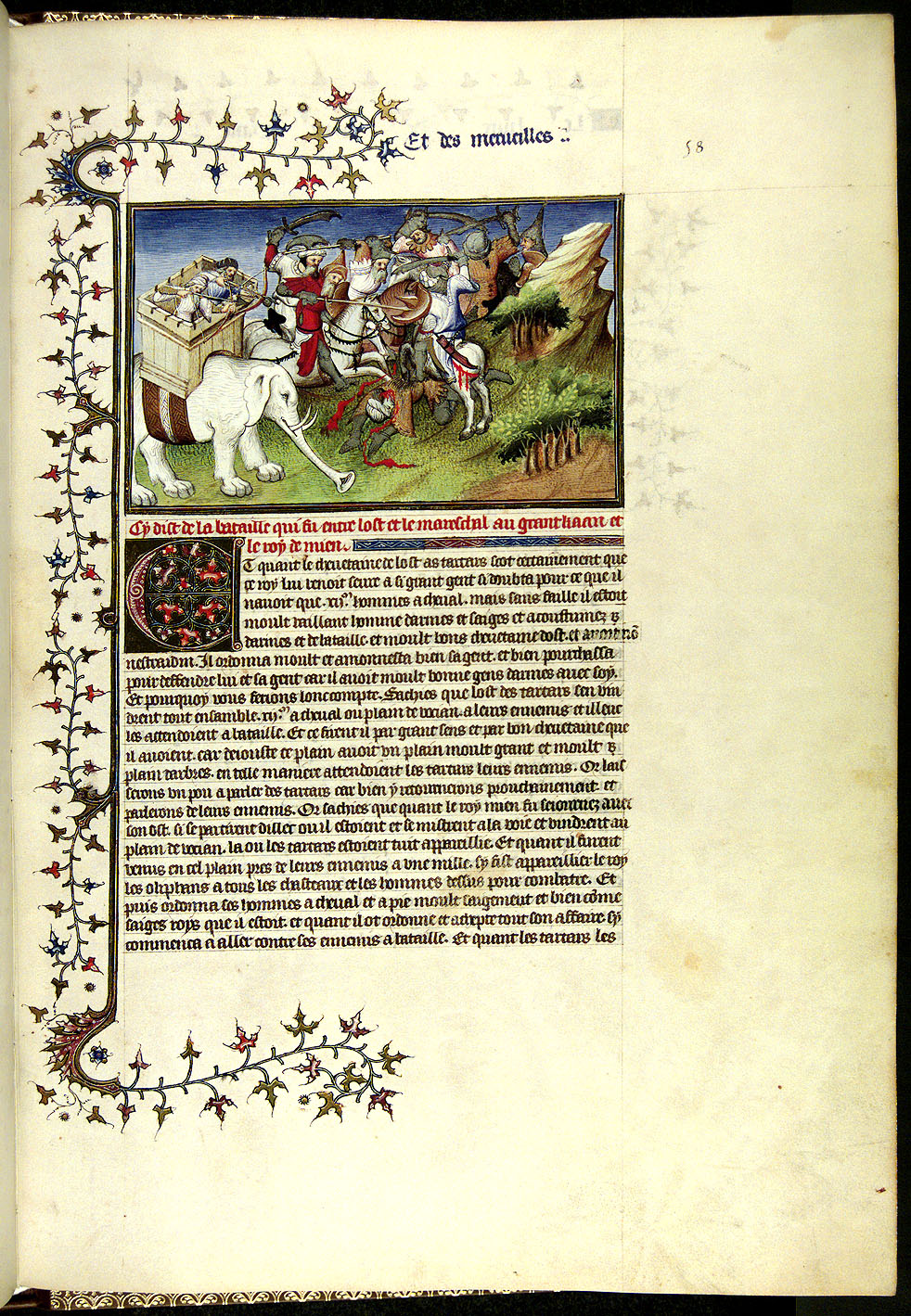
《동방견문록》의 한 특정 페이지.
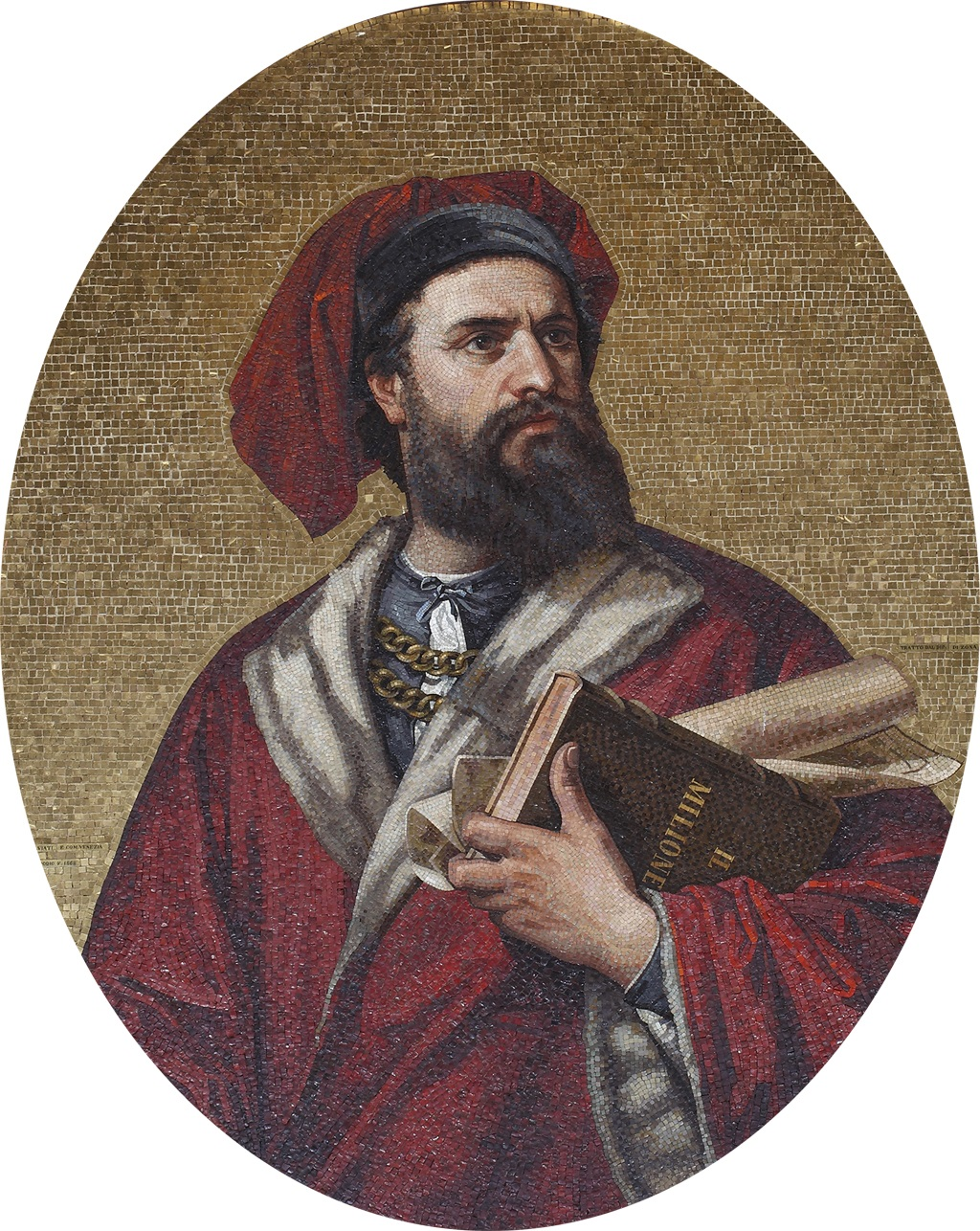
1292년 이탈리아 제노바 해전 참전 직전 시절의 마르코 폴로(베네치아 폴로 삼형제 중 장남인 니콜로 폴로의 아들.).
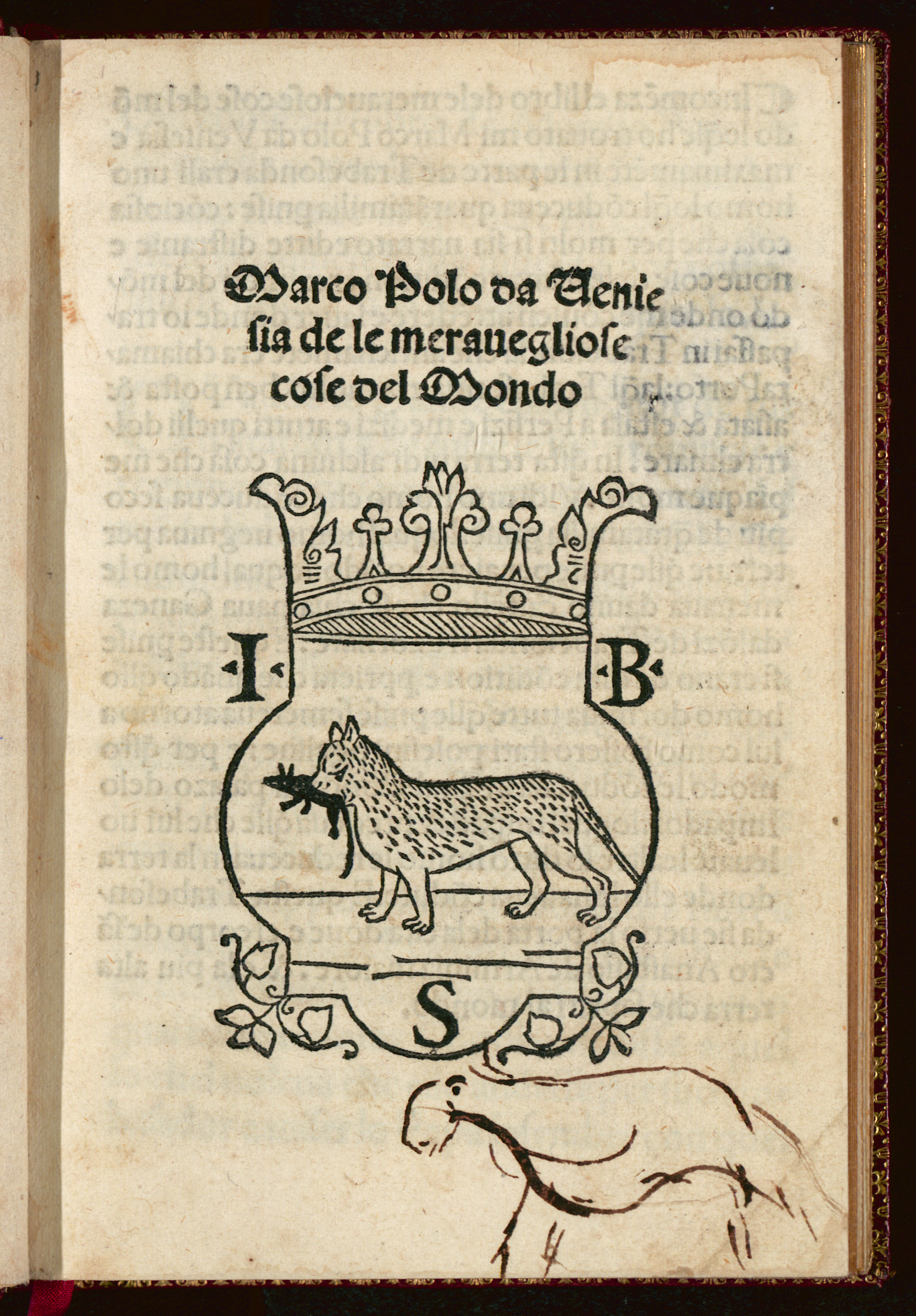
《동방견문록》의 한 특정 페이지.
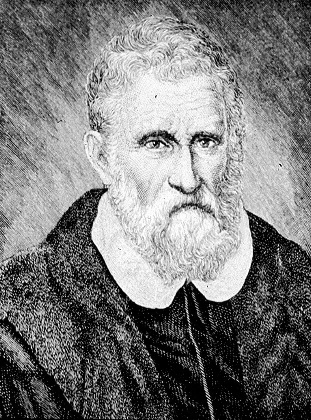
니콜로 폴로(베네치아 폴로 삼형제 중 장남)의 아들인 《동방견문록》 저자 마르코 폴로의 만년 시절 모습.
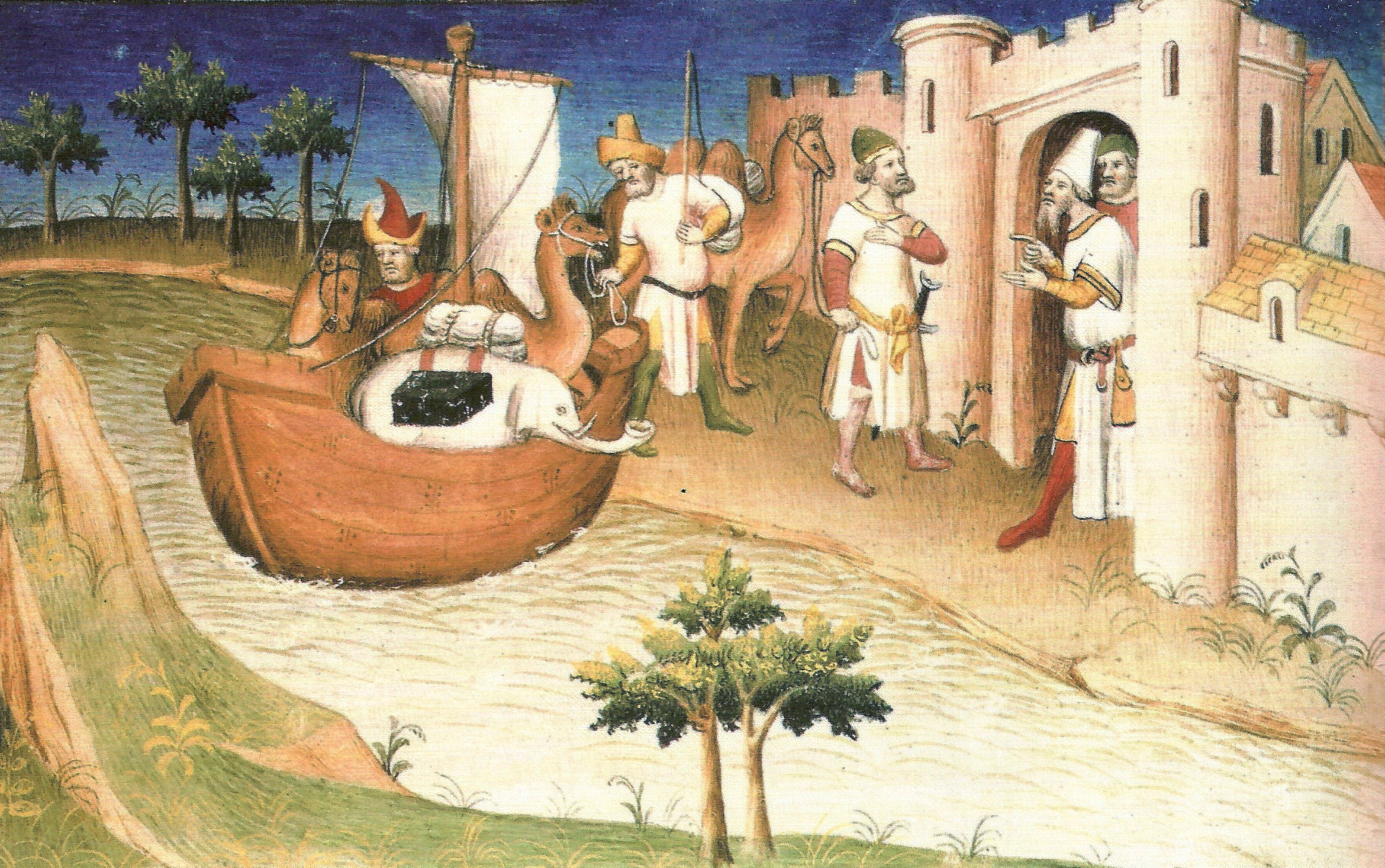
1271년 3월에 아들 마르코 폴로(당시 17세)와 이복 아우 마페오 폴로(당시 19세)를 함께 대동하여 몽골 제국으로 실크 로드 여행을 다시 떠나는 니콜로 폴로(당시 41세).
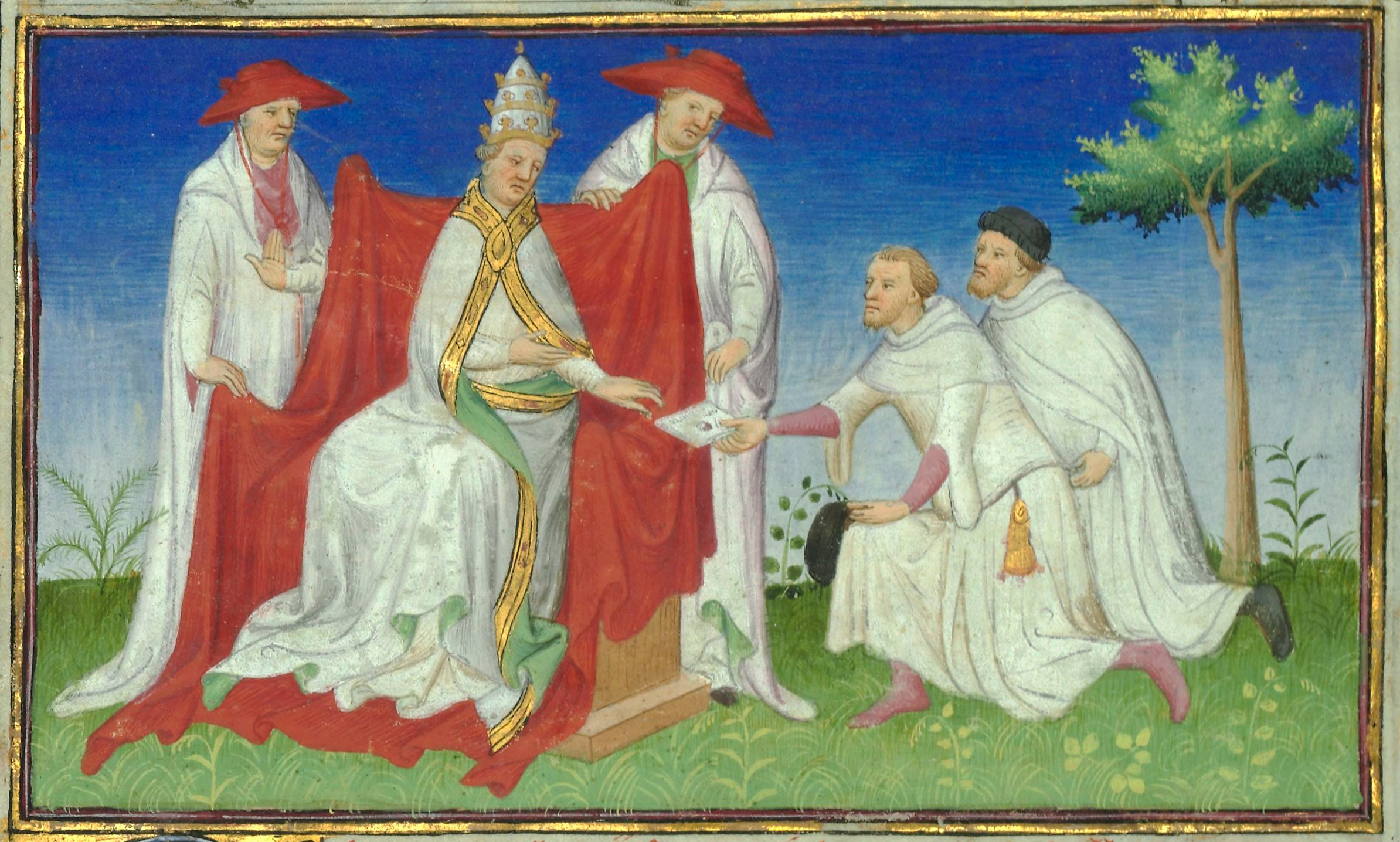
1271년 12월 25일, 쿠빌라이 칸의 비공식 외교 사절단 공동대표 성향으로써 그레고리오 10세 로마 교황(당시 나이 61세)에게 정식으로 의례식을 갖추는 니콜로 폴로(당시 41세)와 그의 이복 남동생 마페오 폴로(당시 19세).